# UFC on ESPN: Strickland vs. Magomedov
UFC on ESPN: Strickland vs. Magomedov（ユーエフシー・オン・イーエスピーエヌ：ストリックランド・バーサス・マゴメドフ、別名UFC on ESPN 48）は、アメリカ合衆国の総合格闘技団体「UFC」の大会の一つ。2023年7月1日、ネバダ州ラスベガスのUFC APEXで開催された。

## 大会概要
本大会はショーン・ストリックランドとアブス・マゴメドフのミドル級戦が組まれた。

## 試合結果

### プレリミナリーカード
第1試合 ヘビー級 5分3R
○  アレクサンドル・ロマノフ vs.  ブラゴイ・イワノフ ×
3R終了 判定3-0（30-27、30-27、30-27）
第2試合 女子フライ級 5分3R
○  ルアナ・カロリーナ vs.  イバナ・ペトロビッチ ×
3R終了 判定3-0（29-28、29-28、29-28）
第3試合 ライト級 5分3R
○  エルブス・ブレナー vs.  グラム・クタテラーゼ ×
3R 3:17 TKO（左フック→パウンド）
第4試合 女子フェザー級 5分3R
○  カロル・ロサ vs.  ヤナ・クニツカヤ ×
3R終了 判定2-1（28-29、29-28、29-28）
第5試合 フェザー級 5分3R
○  ジョアンダーソン・ブリート vs.  ウェスティン・ウィルソン ×
1R 2:54 KO（パウンド）
第6試合 ウェルター級 5分3R
○  リナト・ファクレトディノフ vs.  ケビン・リー ×
1R 0:55 ギロチンチョーク

### メインカード
第7試合 ミドル級 5分3R
○  ヌルスルトン・ルジボエフ vs.  ブルーノ・フェレイラ ×
1R 1:17 KO（右ストレート→パウンド）
第8試合 ライト級 5分3R
○  ブノワ・サン＝デニ vs.  イスマエル・ボンフィム ×
1R 4:48 リアネイキドチョーク
第9試合 女子フライ級 5分3R
○  アリアネ・リプスキ vs.  メリッサ・ガト ×
3R終了 判定2-1（28-29、30-27、29-28）
第10試合 ウェルター級 5分3R
○  マイケル・モラレス vs.  マックス・グリフィン ×
3R終了 判定3-0（29-28、29-28、29-28）
第11試合 ライト級 5分3R
○  グラント・ドーソン vs.  ダミル・イスマグロフ ×
3R終了 判定3-0（30-26、30-27、30-27）
第12試合 ミドル級 5分5R
○  ショーン・ストリックランド vs.  アブス・マゴメドフ ×
2R 4:20 TKO（右ストレート→パウンド）

### 各賞
ファイト・オブ・ザ・ナイト：エルブス・ブレナー vs. グラム・クタテラーゼ
パフォーマンス・オブ・ザ・ナイト：ショーン・ストリックランド、ヌルスルトン・ルジボエフ
各選手にはボーナスとして5万ドルが授与された。

### カード変更
負傷などによるカードの変更は以下の通り。